# Polynema rectosimile
Polynema rectosimile är en stekelart som beskrevs av Soyka 1956. Polynema rectosimile ingår i släktet Polynema och familjen dvärgsteklar. Inga underarter finns listade i Catalogue of Life.